# Retrat de Francesco d'Este
El Retrat de Francesco d'Este és una petita pintura a l'oli sobre taula, obra del pintor primitiu flamenc Rogier van der Weyden datat al voltant de 1460. L'obra es conserva al Museu Metropolità d'Art de Nova York des de 1931. Quan va ser atribuït a Van der Weyden a començament del segle xx, es va especular entre els historiadors d'art sobre la identitat del personatge. Va ser identificat com a membre de la família d'Este per una marca al revers, i durant molt de temps es va pensar que podia ser Lionello d'Este, el pare de Francesco, un italià d'alt rang a la cort del príncep de Borgonya i patró de Rogier. El 1939 Ernst Kantorowicz va identificar l'home com el fill il·legítim de Lionello, Francesco (c. 1430 – després 1475), una atribució generalment acceptada. La taula va ser pintada quan Francesco tenia aproximadament 30 anys i és considerat un dels millors retrats de Van der Weyden, en certa forma una culminació del seus darrers i més austers treballs.
Van der Weyden va tractar d'afalagar d'Este; tot i que no aparèixer especialment bell, és mostrat amb un pit ample, una cara sensible i culte, una expressió aguda, coll llarg i nas aguilenc. El martell i l'anell (aquest últim descobert després d'una neteja el 1934) fortament subjectat a la seva mà, probablement són símbols d'estatus, tot i que la seva significació exacta no ha estat completament identificada. Com és típic en Van der Weyden, els dits del personatge estan molt detallats, ossuts i prominents, mostrant-los gairebé descansant a la part inferior esquerra del marc de l'obra. La pintura és inusualment secular pel seu temps, buscant d'afalagar d'Este per la seva posició mundana, en lloc de ressaltar el seu valor devocional o humilitat personal..
El retrat segueix les convencions estructurals de Van der Weyden en els retrats tardans d'home de la seva carrera. És un retrat de mig cos, vist de tres quarts, enquadrat contra un fons senzill i pla. El fons és una de les característiques més cridaneres, la seva poca profunditat a diferència del profund, ombrívol i atmosfèric estil popular en l'art del Nord des de Van Eyck. Que el fons estigui treballat amb un color clar en lloc dels habituals tons grisos foscos i negres més típics, ha estat comentat per molts historiadors de l'art.

## Descripció

### Retrat
El retrat va ser executat al voltant 1460, al final de la carrera de Van der Weyden, en un moment que era altament reconegut com a retratista.
El panell es caracteritza per l'abandonament de l'estil desenvolupat per Jan van Eyck, que s'havia convertit en el model estàndard per als pintors del nord, un estil potser tipificat pel Retrat d'un cartoixà de Petrus Christus de 1446. En contrast amb el profund espai atmosfèric que ocupar el personatge en aquestes obres, aquí Francesco d'Este és situat contra un senzill fons blanc o ivori amb una ombra petita, que remunten a les tradicions de l'estil del Gòtic Internacional. El retrat és un avenç del format de retrats de donant comuns a l'època, en part perquè celebra els valors terrenals i seculars del retratat, i és absent de qualssevol to moralitzant o iconografia religiosa.

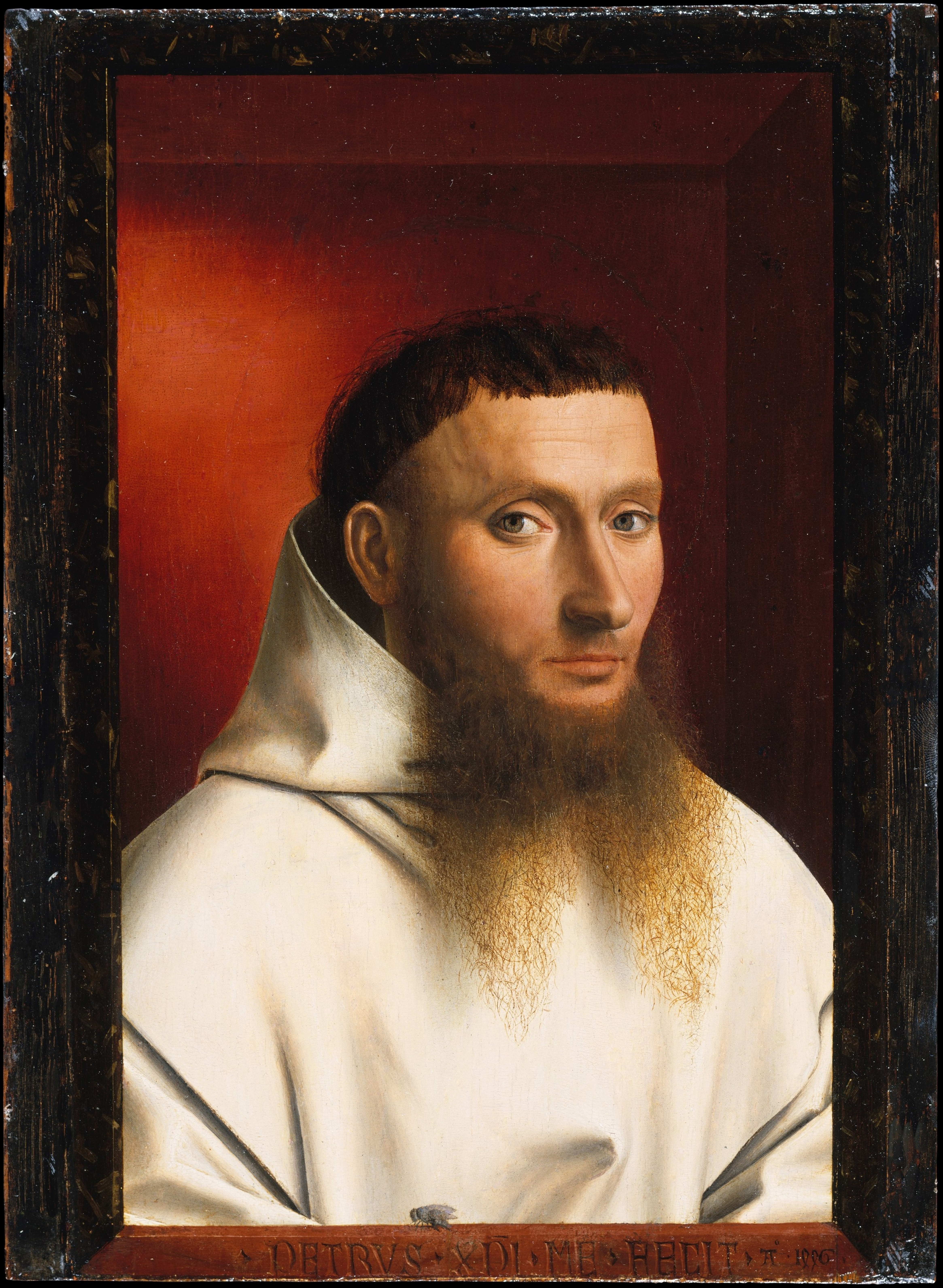
Retrat d'un cartoixà, Petrus Christus' 1446.

El treball és un d'una sèrie de retrats d'alts personatges de Van der Weyden fets per encàrrec dels ducs de Borgonya al voltant de 1460. En comú amb la majoria dels retrats masculins de Van der Weyden, d'Este és mostrat de mig perfil, mirant fixament a la mitjana distància. La pintura ha estat descrita com la representació de l'"essència de la societat de la cort ... amb el seu port aristocràtic i elegància amanerada."
L'ample pit de D'Este' és fora de proporció amb els seus llargs dits ossuts, i fa que el seu cap sembli petit en comparació. Tot i així té una cara sensible i una expressió lleugerament distant, que fa la impressió de la dignitat reflexiva, el refinament, i una mica d'avorriment intel·lectual. Té una pell jove i clara, accentuada pel fons blanc, un estil de pont del nas romana i un llavi inferior sortint amb la barbeta arrodonida. Tot i així no és un home maco. Van der Weyden van der Weyden revela uns ulls enfonsats i pesades parpelles. El seu pèl no està bé retingut com en el retrat del seu pare de Pisanello, sinó que cau sobre les orelles i al front, en un estil gairebé monacal.
D'Este sosté un martell i un anell en la seva mà dreta. La seva importància exacta és desconeguda tot i que els historiadors d'art creuen que es tracta d'al·lusions a algun ritual de la cort i societat. El martell és potser un símbol de la seva autoritat com a noble cavaller, relacionat amb els seus privilegis i deures com a príncep del seu reialme, potser connectat amb el ritual del torneig. També pot representar el "martell de l'any sagrat", un símbol connectat amb el Jubileu. L'anell que sosté entre els seus dits pot ser el premi d'una justa. L'anell havia estat repintat per ocultar-ho i va ser redescobert el 1934 quan la pintura va ser netejada.

### Revers

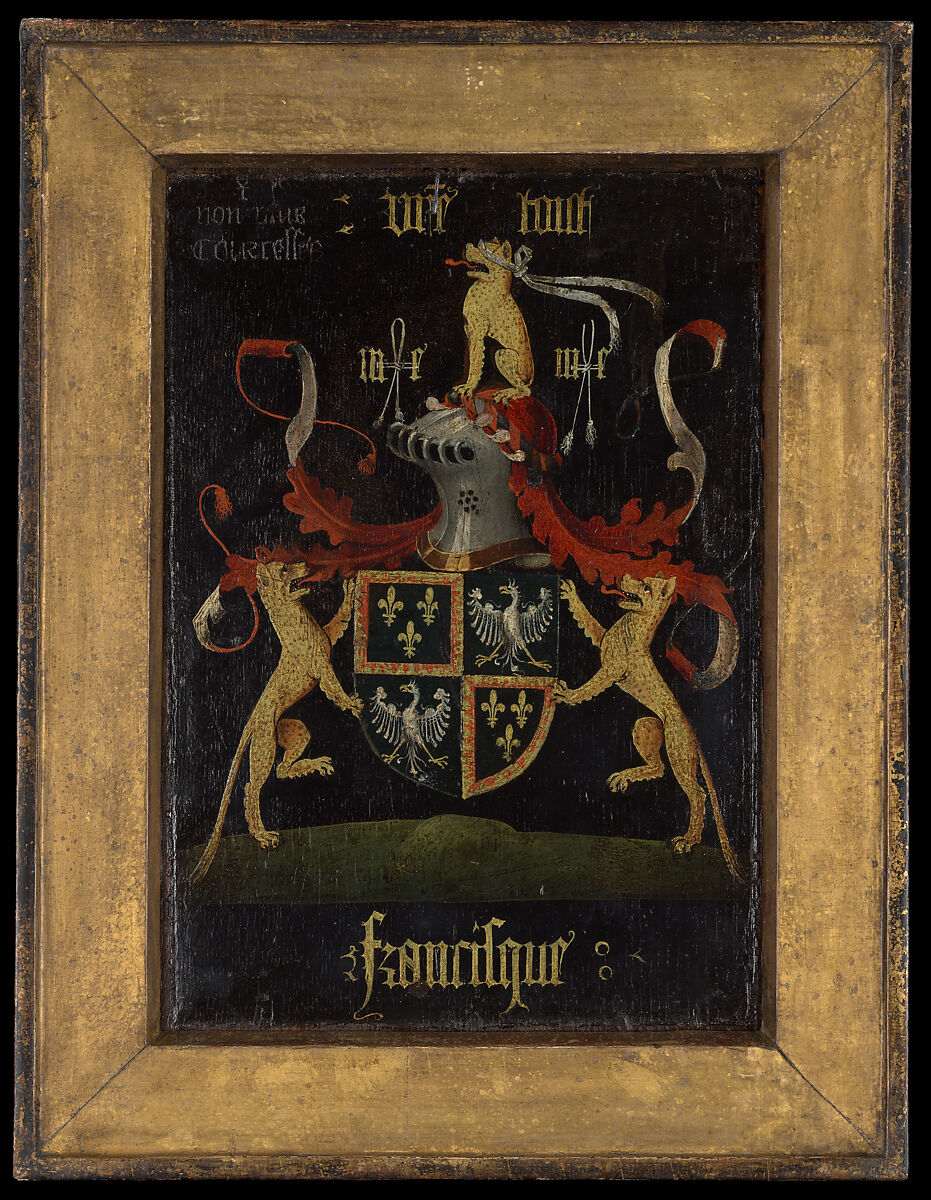
L'escut d'armes familiar mostrat al revers de la taula

L'inrevés de la taula mostra un escut d'armes familiar aquarterat amb representacions dels honors atorgats a la família D'Este per Carles VII de França per carta patent el gener de 1431. L'escut d'armes està sostingut per dos lynxes -
un joc de paraules amb la paraula Leonello, el primer nom del seu pare; un altre lynx seu sobre les armes amb una bena als ulls. Als costats de l'animal hi ha les lletres M E - interpretades com les inicials de Marchio Estenis (Marquès d'Este), tot i que podrien igualment referir-se a "Marchio Estenses" un títol que se sap que va utilitzar Leonello. A banda i banda, aquestes lletres estan lligades per una corda amb borles. Les lletres de la inscripció s'assemblen a l'estil gòtic tardà; per sobre d'elles es llegeix: VOIR TOUT (veure tot) i és una reminiscència del lema de Leonello Quade Vides ne Vide (Tancat els vostres ulls a què veus), l'última descripció feta per l'historiador d'art Robert Fry recull que és indicatiu de la "idea de l'astúcia, la virtut més necessària per a un dirigent com Leonello.
Conté el nom de Francesco en francès, la llengua de la cort de Borgonya, i a dalt a l'esquerra les paraules non plus courcelles (no més courcelles). Aquesta frase és una addició posterior però no ha estat totalment interpretada. El Pot ser una referència al poble llavors francès de Courcelles, dins avui Bèlgica. El poble és localitzat a prop el lloc de la Batalla de Nét, una derrota important per Charles l'Atrevit, on el sitter poder estat matat dins 1476 (és durar esmentat en rècords dins 1475). Donada la semblança de la cimera amb la del seu pare és, així com la importància de diverses llegendes, molts historiadors de l'art ho veuen com a indicatiu de l'aspiració del personatge d'origen il·legítim de ser reconegut com a fill de Leonello, amb tots els drets i reconeixement històric tal acceptació faria comportar.

## Origen i atribució
La pintura estava en possessió de Sir Audley Neeld de Chippenham fins que va ser venuda a R. Langton Douglas el 1909. Va passar a través de la col·lecció d'Edgar Speyer abans que fos donada al Museu Metropolità d'Art per Michael Friedsam el 1931.
L'autoria de Van der Weyden mai ha estat seriosament qüestionada des de finals del segle xix. La taula mostra moltes de la característica típiques dels retrats masculins pintats al voltant de l'època de la seva visita a Anglaterra. L'obra és un exemple del domini de Van der Weyden amb la pintura, i la seva varietat i riquesa de color marcat com un dels seus retrats masculins acabats c 1460 durant la seva visita a Itàlia, i en opinió de molts historiadors de l'art, potser la seva màxima expressió.